# Thailand Open 1985
Die Thailand Open 1985 im Badminton fanden vom 10. bis zum 14. Juli 1985 in Bangkok statt. Es wurden nur vier Disziplinen gespielt, die Mixedkonkurrenz wurde nicht ausgetragen.

## Finalergebnisse
| Disziplin    | Sieger                      | Finalist                           | Ergebnis   |
| ------------ | --------------------------- | ---------------------------------- | ---------- |
| Herreneinzel | Icuk Sugiarto               | Xiong Guobao                       | 15-6, 15-3 |
| Dameneinzel  | Wu Jianqiu                  | Qian Ping                          | 11-7, 11-7 |
| Herrendoppel | Rudy Heryanto Bobby Ertanto | Michael Kjeldsen Mark Christiansen | 15-9, 15-8 |
| Damendoppel  | Guan Weizhen Wu Jianqiu     | Rosiana Tendean Imelda Wiguna      | 15-1, 15-2 |